# Groupe nationaliste
|                                                                         |  |
| Les députés Cluseret et Castelin, organisateurs du groupe nationaliste. |  |

Le groupe nationaliste est un groupe parlementaire à la Chambre des députés pendant la VIe législature (1893-1898) de la Troisième République française fondé par Gustave Paul Cluseret et André Castelin.

## Histoire
Quelques semaines après les élections législatives de 1893, un "groupe socialiste national" (ou "groupe national socialiste") de quinze membres est fondé à l'initiative du socialiste révolutionnaire Gustave Paul Cluseret (qui avait déjà été à la tête d'un groupe semblable en 1889), avec l'aide de l'ancien boulangiste Castelin. Peu actif en 1894, il est relancé par Castelin sous le nom de « groupe nationaliste » (ou « groupe socialiste nationaliste ») en novembre 1895.
Ce groupe parlementaire rassemble les révisionnistes de gauche (essentiellement d'anciens membres du groupe boulangiste, souvent issus du radicalisme) et les socialistes non-inscrits au groupe de Jaurès (par refus patriotique d'une solidarité internationaliste avec leurs homologues allemands). Ces élus plaident notamment pour une amnistie générale en faveur des grévistes ou des condamnés politiques et pour une révision constitutionnelle incluant l'instauration du référendum.
En 1895, le groupe nationaliste compte un peu plus d'une quinzaine de membres (16 révisionnistes ont été élus en 1893), plusieurs d'entre eux siégeant également parmi les radicaux-socialistes, qui ouvrent leur propre groupe parlementaire aux nationalistes pendant toute la législature et même jusqu'à la fin de l'année 1898. Ses faibles effectifs ne lui permettant pas de se démarquer, le groupe nationaliste se fait oublier après 1895.

### Avatars (VIIeet VIIIelégislatures)
Sous la VIIe législature, d'anciens membres du groupe se rapprochent des députés antisémites du groupe antijuif en juin 1898, afin de former un « groupe d'union républicaine nationaliste ». L'épithète « républicaine » risquant d'empêcher l'ouverture aux monarchistes et à certains ralliés,, c'est sous le nom de Groupe de la Défense nationale et sous la présidence du rallié Georges Berry que s'organise un nouveau groupe nationaliste, d'esprit antidreyfusard et rejeté par la gauche (Jaurès estime que « les faux socialistes sont allés à la réaction » tandis que le groupe radical-socialiste finit par exclure les nationalistes et antisémites). Il faut donc attendre la législature suivante pour voir se constituer, en octobre 1902, le groupe républicain nationaliste, qui comprend beaucoup de ralliés et très peu d'hommes issus de la gauche, ce qui démontre la droitisation du nationalisme français lors de l'affaire Dreyfus.

## Membres connus
- Jean Argeliès[1]
- André Castelin[1],[7],[15]
- Henri-Blaise Chassaing[16]
- Joseph Chevillon[7]
- Gustave Paul Cluseret[2],[7],[15]
- Émile Compayré[7]
- Albert Gauthier de Clagny[7]
- Émile Goussot[7]
- Marcel Habert[7],[15]
- Gaston Laporte[7]
- Charles Le Senne[7],[15]
- Paulin-Méry[7],[15]
- Henri Michelin[1],[7],[15]
- Pierre Richard[1],[15]
- Ernest Roche[7]
- Jean Placide Turigny[2],[7]